# Sky Sports (México)
Sky Sports es un grupo de canales de televisión por suscripción deportivos propiedad de la proveedora satelital Sky y distribuido en México, Centroamérica, República Dominicana y Panamá. El canal se centra en la emisión de programación deportiva, como la emisión de partidos de fútbol y baloncesto, así como noticiarios centrados en el deporte nacional e internacional.
Sky Sports también posee un grupo de canales temporales que son habilitados por la operadora en caso de transmitir múltiples eventos deportivos en vivo.
En diciembre de 2020, Sky anunció el lanzamiento del paquete Sky Sports con la intención de ser complemento del entretenimiento que ofrecen otros sistemas de TV de pago (ya sea cable o satelital), o bien de las plataformas de streaming utilizadas para ver series, películas o documentales. El paquete incluye todos los eventos y torneos deportivos exclusivos de Sky (para México) disponibles como prepago.
En octubre de 2022, Sky México anunció que se transmitiría la Copa Mundial de Fútbol 2022 en 4k a sus abonados, utilizando sólo 1 canal para ello, esto para empezar con las pruebas de Señal en 4K, y así utilizarla tanto en eventos futuros, como en canales regulares.

## Señales
Las 2 señales son emitidas en alta definición en simultáneo con la señal en resolución estándar.
- Señal México: Emitida para ese país. Su horario de referencia corresponde al de la Ciudad de México (UTC-6).
- Señal Centroamérica: Emitida para Centroamérica y República Dominicana. Sus horarios de referencia corresponden a los de San José (UTC-6) y Santo Domingo (UTC-4).

## Eventos

### Fútbol
- LaLiga EA Sports
- LaLiga Hypermotion
- Copa del Rey
- Supercopa de España
- Bundesliga
- 2. Bundesliga
- Supercopa de Alemania
- UEFA Nations League (solo para México)
- Copa Mundial de Fútbol (solo para México)
- Clasificación de UEFA para la Copa Mundial de Fútbol de 2026 (solo para México)
- Copa de la Reina de fútbol
- Primera División Femenina de España
- FA Women's Super League
- Bundesliga Femenina
- Damallsvenskan

### Hockey Hielo
- NHL

### Tenis
- Copa Davis

## Programación
- Real Madrid TV
- FIFA Fútbol Mundial
- La Liga World
- La Liga Show
- La Liga Preview
- La Liga Chronicles
- Sky Sports News
- FEI Classics
- Golfing world

## Personalidades del canal
- Alberto Manga
- Marc Puigpelat
- Lluis Carreras
- Jordi Pons
- Carlos Martínez
- Julio Hernández
- Juan Carlos Vera
- Miguel Robledo
- Ramón Cáceres
- Alberto Pérez
- Héctor Hernández
- Esteban Suárez
- Luis Milla
- Luis Enrique Pastor
- Iván Fanlo
- Javier Márquez
- Sergio Vásquez
- Daniel de Guevara
- Alberto Edjogo
- Marcos Gumiel
- Toni Pinilla
- Edu Pino
- Luis Contreras